# عبد العال سالم مكرم
عبد العال سالم مكرم أحد محققي التراث العربي وعالم نحوي.

## سيرته
عبد العال سالم علي أحمد مكرم، أستاذ العلوم اللغوية ووكيل كلية البنات-جامعة عين شمس، ولد في مدينة القاهرة 1944م، ونشأ في بيت كريم من بيوت العلم.

## الوظائف العلمية
بعد تخرجه عمل مدرسًا بالتعليم الابتدائي، ثم عُيّن في سنة (1955م) مدرسًا بكلية الآداب بجامعة القاهرة، وهذه هي المرة الوحيدة في تاريخ الجامعات التي ينتقل فيها مدرس من التعليم الابتدائي إلى السلك الجامعي، بعد أن ذاعت شهرته في تحقيق التراث، ثم عُيّن في سنة (1370 هـ = 1950م) أستاذًا مساعدًا بكلية دار العلوم، ثم أصبح أستاذًا ورئيسًا لقسم النحو بها سنة (1379 هـ = 1959م) ثم دعي مع نخبة من الأساتذة المصريين في سنة (1386 هـ = 1966م) لإنشاء جامعة الكويت، وتولى هو رئاسة قسم اللغة العربية وقسم الدراسات العليا حتى سنة (1394 هـ = 1975م)، وفي أثناء ذلك اختير عضوًا بمجمع اللغة العربية بالقاهرة سنة (1389 هـ= 1969م).

## النشاط العلمي
كان الأستاذ مكرم أستاذًا جامعيًا متمكنًا، تعرفه الجامعات العربية أستاذًا محاضرًا ومشرفًا ومناقشا لكثير من الرسائل العلمية التي تزيد عن 80 رسالة للماجستير والدكتوراه.

## من الإنتاج العلمي له
- القرآن الكريم وأثره في الدراسات النحوية.
- الحلقة المفقودة في تاريخ النحو العربيّ.
- المماليك وإحياء الثقافة العربية والاسلامية .
- شواهد سيبويه : من المعلقات في ميزان النقد .
- أثر القراءات القرآنية في الدراسات النحوية.
- المصطلح العربي : الاصل والمجال الدلالي .[2]
- الأشباه والنظائر في النحو، جلال الدين السيوطي ( ت 911 ه ) ، تحقيق.
- أسلوب إذ في ضوء الدراسات القرآنية والنحوية.
- المشترك اللفظي في الحقل القرآني.
- الفكر الإسلامي بين العقل والوحى.

## وفاته
توفي سنة 1429 هجرية الموافق 2008 ميلادية.